# Années 720
Les années 720 couvrent la période de 720 à 729.

## Événements

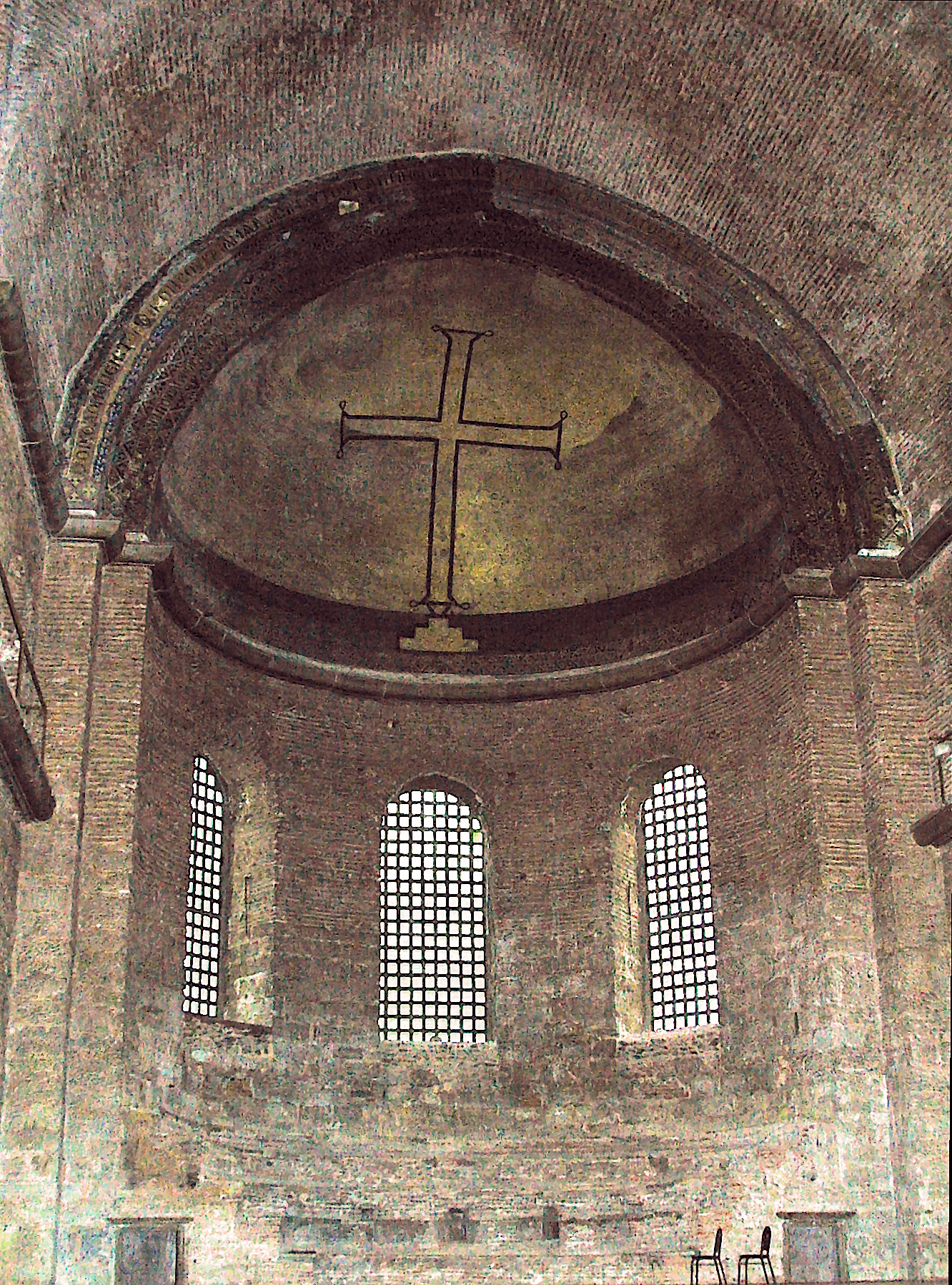
Une simple croix : exemple de l'iconoclasme dans l'église Sainte-Irène (Constantinople)

- 719 : le royaume franc est unifié par Charles Martel qui triomphe des pouvoirs locaux en Gaule. Eudes d'Aquitaine doit accepter la paix (720). Saxons et Frisons, Alamans, Bavarois et Thuringes sont repoussés outre-Rhin par les Francs[1].

- 720, 727, 728, 730, 732, 752, 753 : expéditions musulmanes contre la Sicile[2].

- 721-725 : raid arabes en Gaule.  Bataille de Toulouse. Occupation de la Septimanie. Sac d'Autun[3].
- 722 : bataille de Covadonga considérée comme le  point de départ de la Reconquista en Espagne[4].
- 722-737 : deuxième guerre arabo-khazare[5]. La capitale des Khazars est transférée à Samandar, à Itil, à l’embouchure de la Volga puis à Sarkel, sur le cours inférieur du Don à l'issue de la guerre.
- 723-727 : Saman Khoda, ancêtre de la dynastie des Samanides, est converti à l'islam par le gouverneur du Khorassan Asad ibn Abdallah al-Qasri (en)[6]. Descendant de l’ancienne noblesse sassanide de Transoxiane, ses petits-fils seront chargés par les Tahirides de la garde de la frontière nord, face aux Turcs.
- 723-754 : mission de Boniface en Germanie ; Hesse (723), Thuringe (725-735), Frise (752-754)[7].
- 726-730 : début du mouvement iconoclaste dans l'Empire byzantin. Le mouvement se développe en Asie Mineure. Le courant remporte du succès auprès de la hiérarchie ecclésiastique (les évêques Constantin de Nacoleia en Phrygie, et Thomas de Claudiopolis sont connus comme iconoclastes) mais surtout dans le peuple habitant ces provinces en première ligne de la lutte contre les Arabes[8].

- Le calife Hisham (724-743) envoie des missionnaires auprès des souverains turcs en Asie centrale[9].

## Personnages significatifs
Abd al-Rahman ibn Abd Allah al-Rhafiqi
- Ambiza
- Bède le Vénérable
- Boniface de Mayence
- Charles Martel
- Eudes d'Aquitaine
- Hicham ben Abd al-Malik
- Liutprand
- Shōmu
- Willibrord d'Utrecht
- Yazid ben Abd al-Malik